# León Benavente

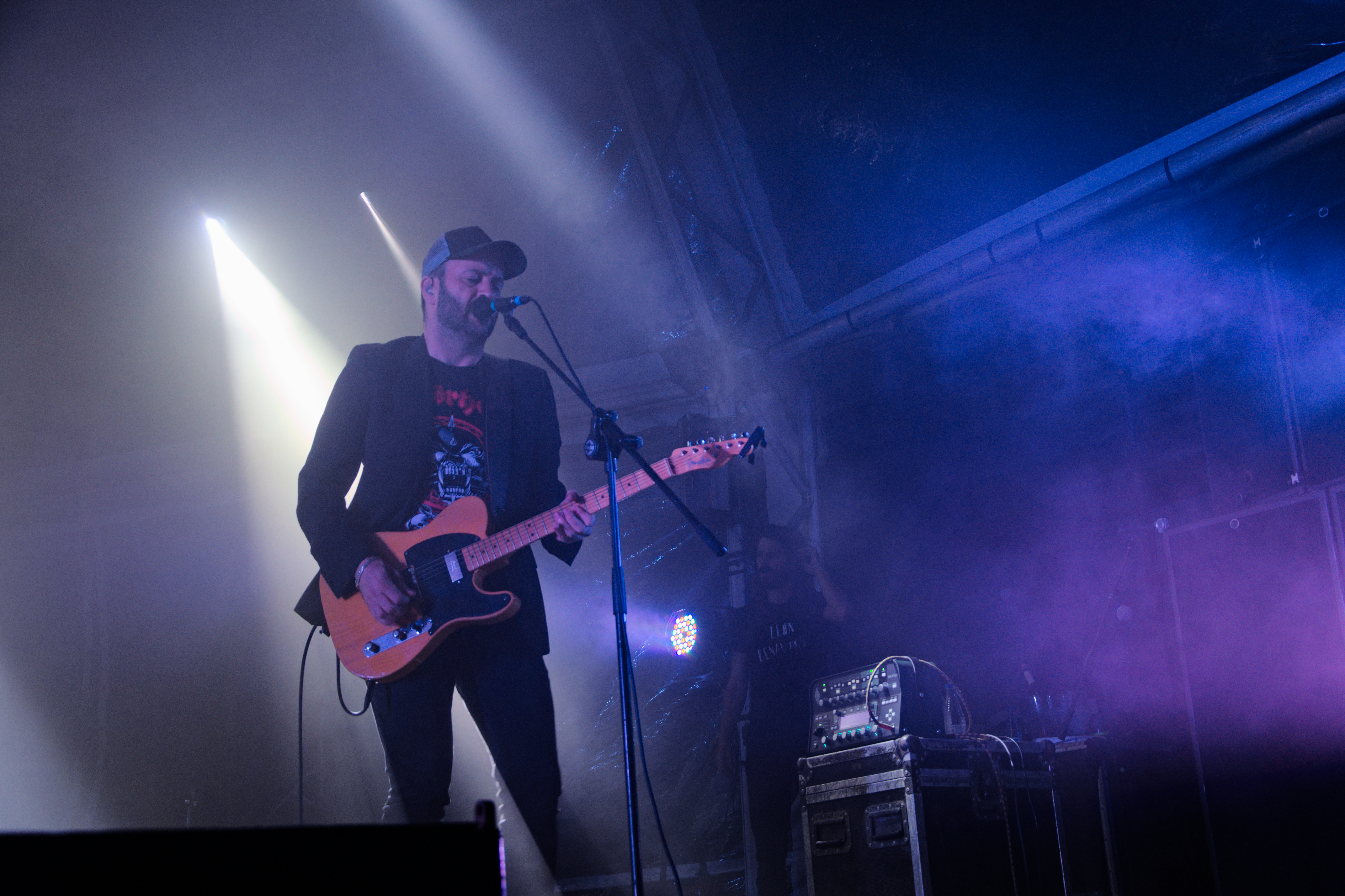
Luis Rodríguez en Sonidos Líquidos 2017

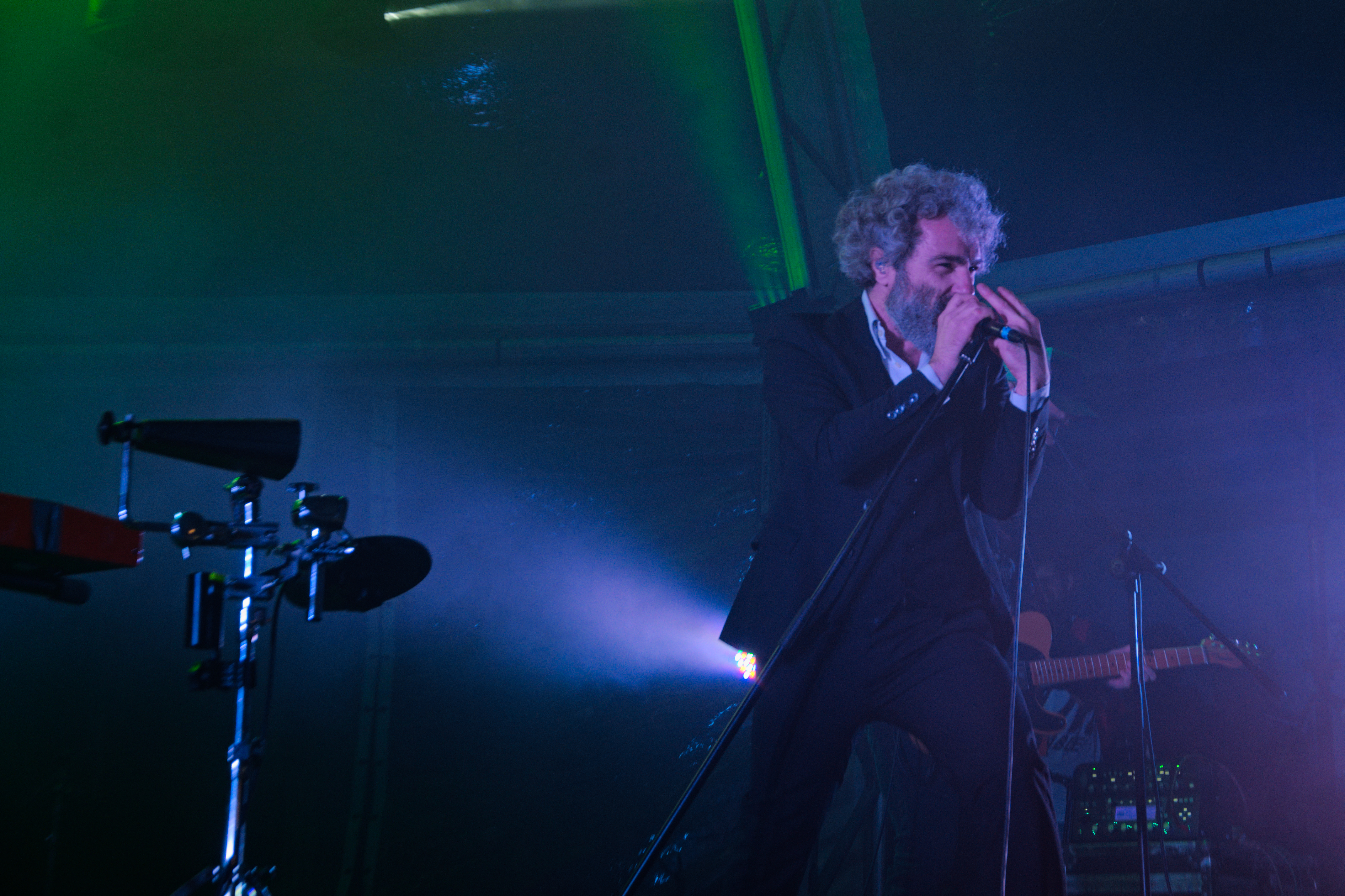
Abraham Boba en Sonidos Líquidos 2017

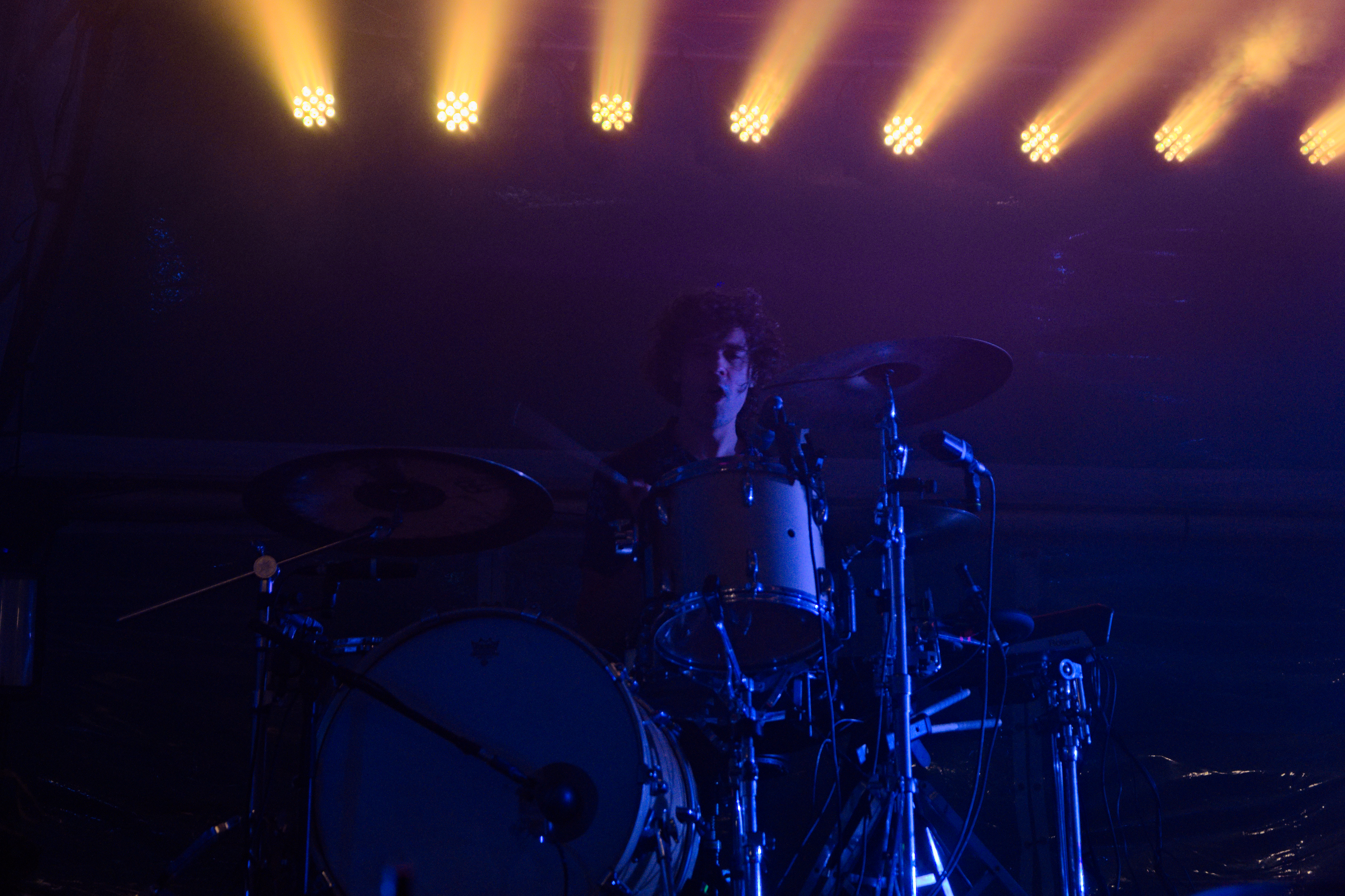
César Verdú en Sonidos Líquidos 2017

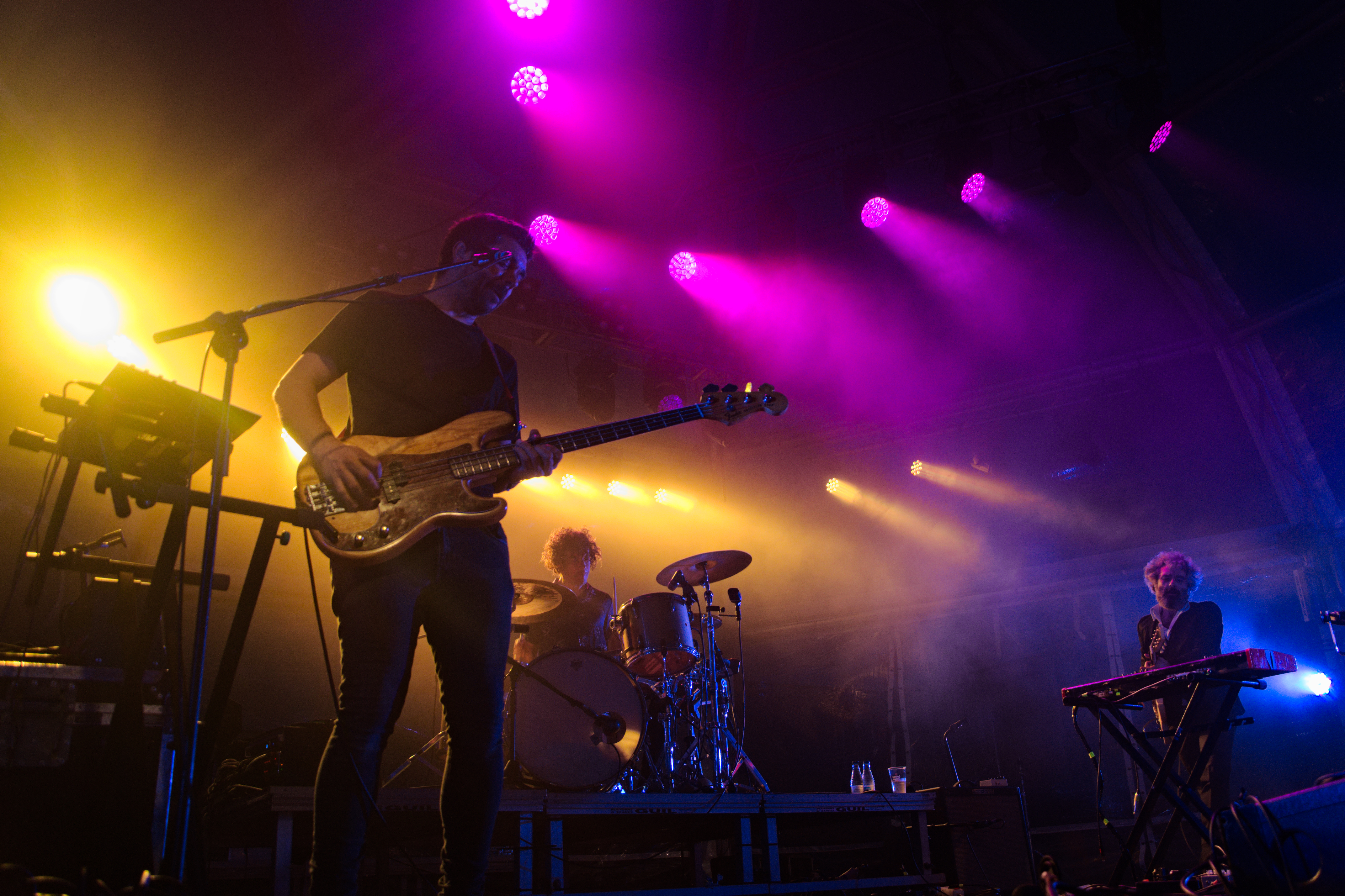
Eduardo Baos en Sonidos Líquidos 2017

León Benavente es un grupo español de indie rock formado en 2012 y surgido de la reunión de cuatro veteranos músicos: Abraham Boba, Eduardo Baos, Luis Rodríguez y César Verdú.
Su música rock tiene melodías pegadizas y ciertos oscuros toques ochenteros; sus letras son ácidas y muchas de ellas reflejan la difícil realidad española en los últimos tiempos.
El nombre del grupo proviene de un tramo de carretera entre León y Benavente que hay yendo del norte hacia el sur de España, bastante transitado por los cuatro músicos.
Los miembros de León Benavente tienen experiencia tocando en otros grupos: Abraham Boba, Eduardo Baos y Luis Rodríguez tocan habitualmente en la banda de Nacho Vegas;  Abraham Boba ha publicado trabajos como solista; Eduardo Baos tocó en Tachenko y César Verdú ha sido batería en Schwarz.

## Miembros
- Abraham Boba: voz y farfisa.
- Eduardo Baos: bajo y sintetizador.
- Luis Rodríguez: guitarra eléctrica.
- César Verdú: batería y percusiones.[4]

## Trayectoria
El primer trabajo del grupo fue un álbum homónimo con diez canciones publicado por el sello Marxophone en mayo de 2013 tanto en CD como en vinilo.
El primer sencillo del disco fue la canción "Ánimo, valiente", para la que grabaron un videoclip que fue estrenado el 13 de junio de 2013 en la web de El País.
El disco tuvo una gran acogida y tras algunos conciertos de presentación antes del verano, León Benavente consiguió tocar en algunos festivales veraniegos españoles como el Sonorama o el Arenal Sound.
Las nuevas canciones, tres propias y una versión de "Europa ha muerto" de Ilegales, vieron la luz el 10 de diciembre de 2013 en forma de EP de vinilo de 10 pulgadas titulado "Todos contra Todos"
El 27 de enero de 2014 se puso a la venta un doble CD edición especial que incluyó el álbum y el EP publicados anteriormente.
En su segundo LP, escuetamente titulado “2”, se encuentra una banda aún más resuelta y decidida que en su primera entrega, estableciendo definitivamente lo que parece ser su sonido característico.
En abril de 2016 salió a la venta, con motivo del Record Store Day, 'Tipo D', un vinilo de 7 pulgadas. Contiene el tema del mismo nombre además de 'Televisión', canción en la que participa Enrique Bunbury.
En 2017 sacaron el disco "En la Selva" con el que comenzaron una gira por España participando en Festivales como el Festival Interstellar de Sevilla y el Festival de Sonidos Líquidos en La Geria, Lanzarote.

## Discografía
- 2013 - León Benavente (Marxophone)
- 2013 - Todos Contra Todos - EP (Marxophone)
- 2014 - León Benavente Edición Especial (Marxophone)
- 2016 - 2 (Warner /Marxophone)
- 2016 - Tipo D / Televisión feat. Enrique Bunbury - Single (Warner)
- 2017 - En la Selva - EP(Warner)
- 2019 - Vamos a volvernos locos.
- 2022 - ERA - (Warner Music)
- 2023 - Década (Demos y rarezas 2012-2013)
- 2024 - Nueva sinfonía sobre el caos.

## Premios
- 2014 - Premios El Ojo Crítico - Música Moderna[12]
- 2018 - Premio Global de la Música Aragonesa[13]